# 森田茂之
森田 茂之（もりた しげゆき、1946年 - ）は、日本の数学者。東京大学名誉教授。専門は位相幾何学。

## 略歴
1946年 東京都出身、
理学博士。1971年 東京大学大学院理学系研究科修士課程修了(指導教員は、服部晶夫)、東京工業大学教授を経て、1995年 東京大学大学院数理科学研究科教授。2009年 退官、同名誉教授。

主な業績は写像類群を巡る一連の位相幾何学的研究であり、マンフォード・森田・ミラー類の発見で知られている。弟子に逆井卓也がいる。

## 受賞および講演歴
- 1990年 ICM 1990 京都 招待講演[5]
- 2007年 日本数学会幾何学賞[4]
- 2023年 日本数学会 小平邦彦賞[6]